# Curtis Institute of Music

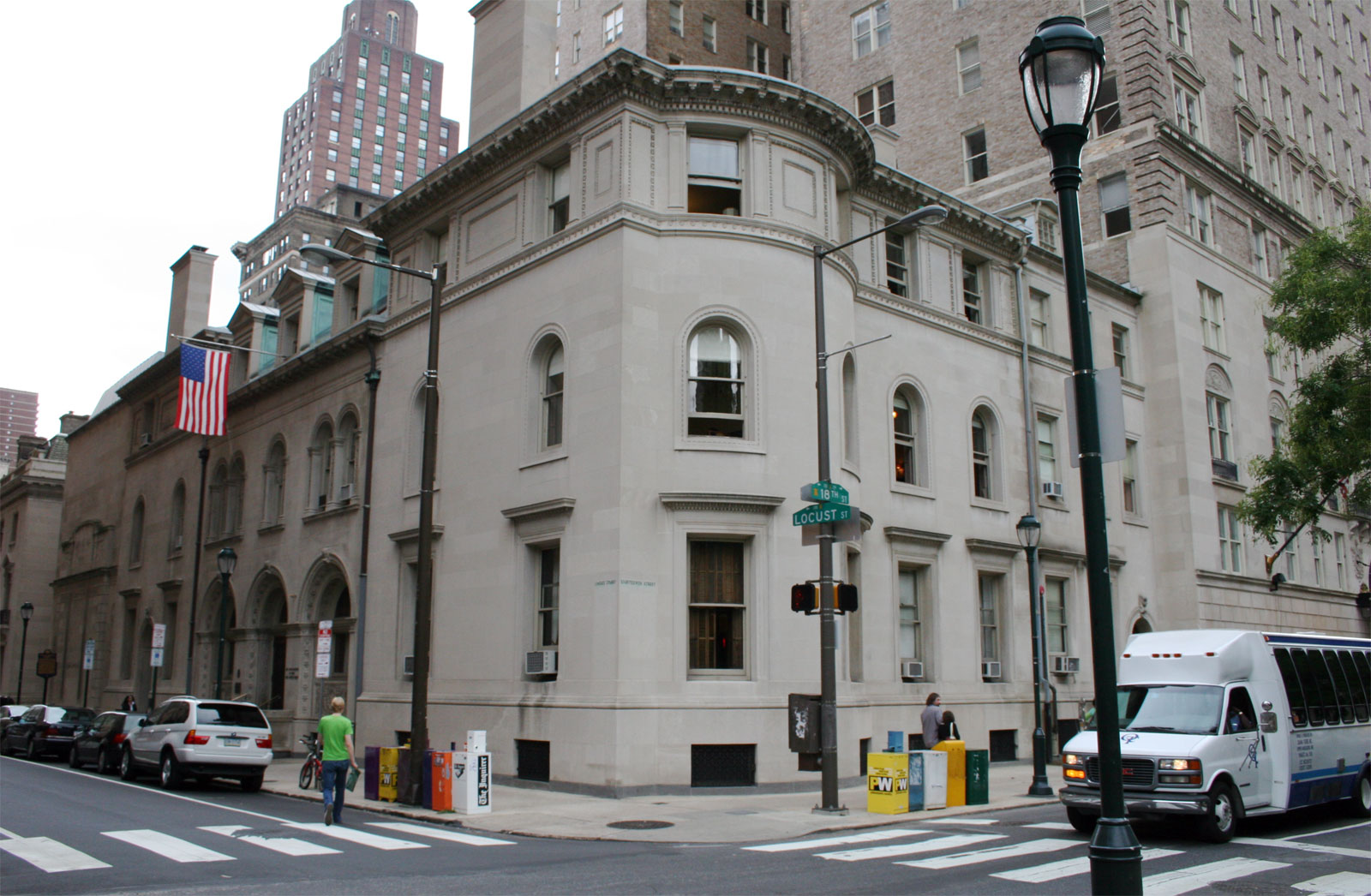
O edifício do Curtis Institute of Music.

O Instituto de Música Curtis (em inglês:  Curtis Institute of Music) é um conservatório em Filadélfia, Estados Unidos, que oferece cursos de graduação (diplomas, bacharelatos, mestrados) em Música, e Certificados de Estudos Profissionais em Ópera. É frequentemente considerado o melhor conservatório dos Estados Unidos e uma das instituições de ensino de música de maior prestígio no mundo.
Foi fundado originalmente em 1924 por Mary Louise Curtis Bok, como extensão de preparação para as exigências da Orquestra de Filadélfia, de um modo muito parecido com a Vienna Hochschule fur Musik e a Orquestra Filarmónica de Viena ou o Conservatório da Nova Inglaterra e a Orquestra Sinfónica de Boston, embora pianistas, cantores, instrumentistas e compositores externos à Orquestra de Filadélfia também aí possam frequentar cursos. 
Todos os alunos recebem escolaridade completa, mas a admissão é extremamente competitiva, de modo que o Instituto Curtis tem a menor taxa de aceitação (por volta de 4% a 5%)de qualquer faculdade ou universidade do mundo depois da Escola Julliard, da Universidade de Yale e da Universidade de Harvard. Entre cantores, pianistas, instrumentistas, maestros e compositores, só se admitem suficientes estudantes para completar uma orquestra simples. Por isso só tem, no total, de 1600 a 2000 estudantes.

## Diretores
- Józef Hofmann (1926-1938), compositor e pianista.
- Randall Thompson (1938-1940), compositor.
- Efrem Zimbalist (1941-1968), violinista, compositor e maestro.
- Rudolf Serkin (1968-1976), pianista.
- John de Lancie (1977-1985), oboísta.
- Gary Graffman (1986-2006), pianista.
- Roberto Díaz (2010-), violista.

## Alunos distinguidos
Entre os muitos alunos de carreira destacada estão:
- Teddy Abrams, maestro da Orquestra de Louisville
- James Adler, compositor
- Adrian Anantawan, violinista
- Shmuel Ashkenasi, primeiro violino do Quarteto Vermeer
- Samuel Barber, compositor
- Leonard Bernstein, compositor e maestro
- Jonathan Biss, pianista
- Jorge Bolet, pianista, professor no Curtis
- David Brooks, ator, maestro e produtor da Broadway
- Yefim Bronfman, pianista
- Anshel Brusilow, violinista, maestro
- Jenny Q. Chai, Pianista
- Ray Chen, violinista
- Cheng Wai, pianista
- Shura Cherkassky, pianista
- Nicolas Chumachenco, violinista
- Katherine Ciesinski, mezzo-soprano
- John Dalley, violinista, Oberlin String Quartet 1957–1959, fundador do Quarteto Guarneri 1964–2009; professor no Curtis
- Wu Di, pianista
- Joseph de Pasquale, viola, professor no Curtis 1964-2015
- Stanley Drucker, principal clarinetista da New York Philharmonic
- Julius Eastman, pianista, maestro, cantor e compositor
- Christopher Falzone, pianista
- Juan Diego Flórez, tenor
- Lukas Foss, compositor, maestroy pianista
- Frank Guarrera, barítono
- Alan Gilbert, maestro da New York Philharmonic
- Max Goberman, maestro
- Richard Goode, pianista
- Hilary Hahn, violinista
- Lynn Harrell, violoncelista
- Margaret Harshaw, opera singer
- David Hayes, Director de The Philadelphia Singers y Director de Estudios del Mannes College The New School for Music
- Daniel Heifetz, violinista; fundador del Heifetz International Music Institute
- David Horne, compositor e pianista
- Claire Huangci, pianista
- Eugene Istomin, pianista
- David N. Johnson, compositor, organista e professor
- Paavo Järvi, maestro
- Leila Josefowicz, violinista
- Judy Kang, violinista
- Lang Lang, pianista
- Jaime Laredo, violinista e maestro
- Ruth Laredo, pianista
- Theodore Lettvin, pianista
- Brenda Lewis, soprano
- Ang Li, pianista
- Cecile Licad, pianista
- Amanda Majeski, soprano Chicago Lyric Opera, Frankfurt Opera, Semperoper
- Virginia MacWatters, soprano
- Robert "Bobby" Martin, pianista, saxofonista, vocalista, compositor, participou na banda de Frank Zappa
- Gian Carlo Menotti, compositor, libretista e diretor cénico, professor no Curtis
- Anna Moffo, soprano
- Christina Naughton, pianista
- Michelle Naughton, pianista
- Erik Nielsen, diretor da Frankfurt Opera, Metropolitan Opera, Rome Opera, Semperoper
- Lambert Orkis, pianista, Temple University
- Eric Owens, baixo-barítono
- Joanne Pearce Martin, piano
- Janet Perry, soprano
- Vincent Persichetti, compositor
- Gianna Rolandi, soprano
- Ned Rorem, compositor, pianista e escritor
- Leonard Rose, violoncelista e professor no Curtis e na Juilliard School
- Nino Rota, compositor
- Nadja Salerno-Sonnenberg, violinista
- Andre-Michel Schub, pianista
- Kathryn Selby, pianista
- Peter Serkin, pianista
- Rinat Shaham, mezzo-soprano
- Muriel Smith, mezzo-soprano
- Robert Spano, maestro da Atlanta Symphony Orchestra
- Leslie Spotz, pianista
- Susan Starr, pianista
- Arnold Steinhardt, violinista
- Michael Tree (nascido Applebaum), viola, violinista, membro fundador do Quarteto Guarnieri
- Benita Valente, soprano
- Yuja Wang, pianista